# Soap-Opera-Effekt
Der Soap-Opera-Effekt, auch Seifenoper-Effekt oder kurz Soap-Effekt, entsteht durch Zwischenbildberechnung bei der Filmwiedergabe und bezeichnet eine deutliche Abhebung sich bewegender Schauspieler und Gegenstände vom Hintergrund aufgrund systembedingter Bildfehler in der Zwischenbildberechnung.
Der Begriff Soap-Opera-Effekt leitet sich von der englischen Bezeichnung für Seifenoper (englisch soap opera) ab. Solche Serien werden im Gegensatz zu Kinofilmen oft mit sehr einfachen Kulissen aufgezeichnet, die oft deutlich als „flach“ zu erkennen sind. Außerdem wird oft nicht auf Film, sondern mit dem preisgünstigeren Videoformat aufgezeichnet. Dieses Format wurde zu Zeiten des analogen Fernsehens jedoch nicht wie Kinofilme mit 24p (24 Vollbildern pro Sekunde) aufgezeichnet, sondern im nordamerikanischen Raum mit 60 (NTSC), in Europa 50 (PAL) Halbbildern pro Sekunde. Werden nun die 24 Bilder pro Sekunde eines Kinofilmes mittels Zwischenbildberechnung hochgerechnet, kann je nach Situation und Technologie der Zwischenbildberechnung das Endergebnis ungewohnterweise wie eine Seifenoper aussehen.
Die höhere Bildrate führt zu flüssigeren Bewegungsabläufen als im Kino. Besonders bei sich schnell bewegenden Menschen und Gegenständen wie im Fußball oder Eishockey führt eine Zwischenbildberechnung nicht zu besserer Bewegungsschärfe, sondern beseitigt lediglich die systembedingten Ruckler eines 24p-Filmes.
Durch den Soap-Opera-Effekt können jedoch u. a. die Übergänge zwischen den sich bewegenden Objekten und dem unbewegten Hintergrund verschliffen erscheinen, wenn der Algorithmus unsauber arbeitet. Darum erscheinen die Schauspieler zusammen mit der Schärfentiefe der Aufnahme wie „aufgeklebt“ vor dem Hintergrund. Dadurch kann, abhängig von der Anzahl der Eingabe- und Ausgabe-Bilder und der Qualität des Gerätes, welches die Zwischenbildberechnung durchführt, das Bild insgesamt verschlechtert anstatt verbessert werden.
Die Vorzüge der Zwischenbildberechnung hängen zur einen Seite stark von der technischen Leistungsfähigkeit der Wiedergabegeräte ab (welche große Unterschiede aufweisen), und auf der anderen Seite auch vom subjektiven Befinden des Zuschauers, da für manche Betrachter das 24p-typische Ruckeln aus Tradition zu einem Film dazugehört und ein „Bruch“ dieser Gewohnheit, unabhängig vom Qualitätsgrad, auf Ablehnung stößt. Der zweite Punkt erhärtet sich dadurch, dass für jene Konsumenten auch ein nativ in 48p gedrehter Kinofilm als Soap-Opera empfunden wird, obwohl dieser keinerlei Bildfehler besitzt, sondern lediglich die höhere Bildrate. Die Zwischenbildberechnung ist eine Funktion, welche sich in den meisten Wiedergabegeräten abschalten lässt.